# Assassinat de Sarajevo

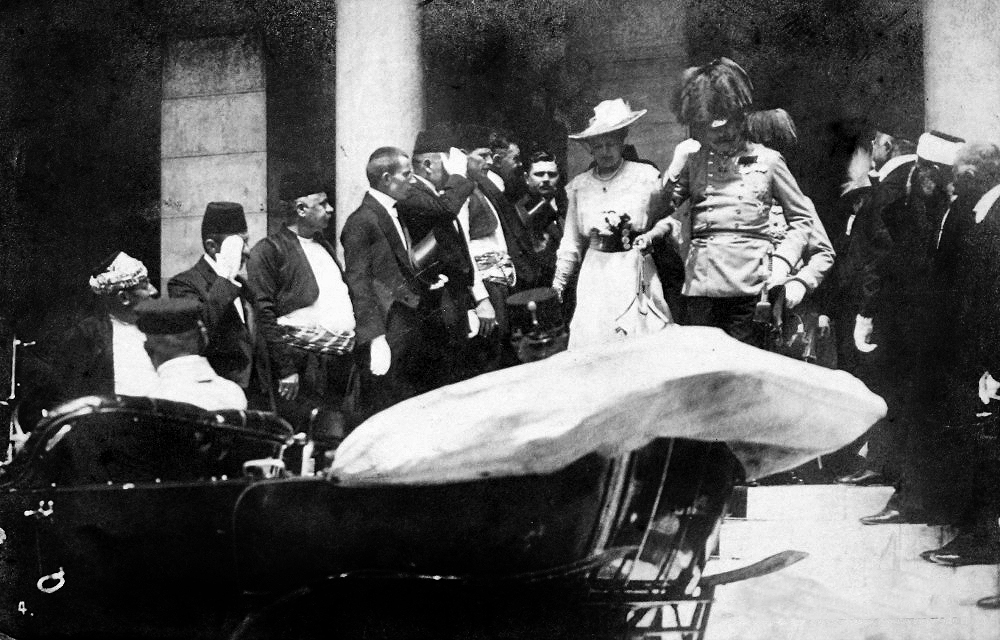
Sortida des de l'Ajuntament, cinc minuts abans de l'assassinat

El 28 de juny de 1914 va ser assassinat a Sarajevo (Bòsnia) l'arxiduc Francesc Ferran, l'hereu presumpte a la Corona Austrohongaresa. L'autor de l'atemptat va ser Gavrilo Princip, un nacionalista serbobosnià, membre del grup nacionalista serbi Jove Bòsnia (Mlada Bosna), una organització que defensava l'ús de la violència amb l'objectiu que l'imperi austrohongarès abandonés Bòsnia per unificar-se amb Sèrbia.
La Jove Bòsnia o Mà Negra, com altres fonts diuen que és com s'anomenava el grup nacionalista, va enviar sis assassins, amb pistoles i bombes, per a matar l'arxiduc. El pla era, tirar la bomba o disparar i suïcidar-se, perquè no els poguessin capturar, i així, no delatar-ne els companys.
Els sis conspiradors es van posar al llarg de tot el trajecte de l'arxiduc, amb la finalitat de trobar el moment idoni per eliminar-lo. Dels sis assassins, només dos van poder fer servir les armes, Nedelko Cabrijnovic i Gavrilo Princip, els altres, sigui per nervis o perquè hi havia un policia a prop o perquè les seves armes van fallar, no van poder complir el seu comès. Nedelko Cabrijnovic va llançar la seva bomba amb la mala sort que va anar a parar al capó del cotxe de l'arxiduc, fent que la bomba rebotés i acabés a sota del cotxe de darrere. Després d'això Cabrijnovic es va prendre una càpsula de cianur, que estava en mal estat, per la qual cosa no li va fer efecte i el van detenir.
A causa de l'intent d'assassinat fallint, l'arxiduc, a última hora va decidir anar a l'hospital a veure els afectats de la bomba, en contra dels consells dels seus companys. I va ser anant cap a l'hospital, quan el cotxe estava aturat, que per casualitat Gavrilo Princip passava per allà, i en veure l'hereu i la seva esposa tan a prop seu no va voler desaprofitar aquesta oportunitat i va efectuar dos trets, un va ferir l'arxiduc al coll i l'altre va ferir la seva dona a l'estómac. Després d'això, es va intentar suïcidar, però les persones que es trobaven al seu voltant li ho van impedir i el van detenir. 
Gràcies a les detencions, la Mà Negra o Jove Bòsnia es va desmantellar i tots van acabar a la presó o executats.
El magnicidi fou el detonant de la Crisi de juliol que va portar a l'esclat de la Primera Guerra Mundial (1914-1918) atès que, de resultes de l'assassinat, Àustria declarà la guerra a Sèrbia perquè Sèrbia es va negar a acceptar l'Ultimàtum de juliol que li va llançar Àustria, fet que desencadenà el joc d'aliances pel qual Alemanya i l'Imperi Otomà donarien suport a l'Imperi Austrohongarès; i Rússia, França i la Gran Bretanya recolzarien Sèrbia.